# Castilleja citrina
Castilleja citrina är en snyltrotsväxtart som beskrevs av Francis Whittier Pennell. Castilleja citrina ingår i släktet målarborstar, och familjen snyltrotsväxter. Inga underarter finns listade i Catalogue of Life.